# Lauri Ala-Myllymäki
Lauri Ala-Myllymäki (Pirkkala, Finlandia; 4 de junio de 1997) es un futbolista finlandés. Su posición es mediocampista y su actual club es el FC Ilves Tampere de la Veikkausliiga de Finlandia.

## Trayectoria

### Venezia FC
El 5 de noviembre de 2020 se hace oficial su llegada al Venezia FC firmando un contrato hasta el 2024.

### Triestina
El 31 de enero de 2022 se da a conocer su préstamo al Triestina Calcio por un año y medio.

### FC Ilves Tampere
El 24 de enero se anuncia su regreso al FC Ilves Tampere firmando contrato hasta 2024.

## Selección nacional

### Participaciones en selección nacional
| Torneo                                                                  | Categoría | Sede                | Resultado    | Partidos | Goles |
| ----------------------------------------------------------------------- | --------- | ------------------- | ------------ | -------- | ----- |
| Fase de clasificación para el Campeonato Europeo Sub-17 de la UEFA 2014 | Sub-17    | Albania             | No clasificó | 3        | 0     |
| Fase de clasificación para el Campeonato Europeo de la UEFA Sub-19 2016 | Sub-19    | Macedonia del Norte | No clasificó | 3        | 0     |
| Fase de clasificación par la Eurocopa Sub-21 de 2019                    | Sub-21    | Italia              | No clasificó | 8        | 0     |

## Estadísticas

### Clubes
Actualizado al último partido jugado el 4 de octubre de 2024.
| FC Ilves Tampere · Finlandia | 2.ª                 | 2013                | 10  | 2  | -  | - | - | - | 10  | 2  | 0.20 |
| FC Ilves Tampere · Finlandia | 2.ª                 | 2014                | 25  | 0  | 2  | 0 | - | - | 27  | 0  | 0.00 |
| FC Ilves Tampere · Finlandia | 1.ª                 | 2015                | 27  | 1  | 3  | 0 | - | - | 30  | 1  | 0.03 |
| FC Ilves Tampere · Finlandia | 1.ª                 | 2016                | 31  | 9  | 7  | 0 | - | - | 38  | 9  | 0.23 |
| FC Ilves Tampere · Finlandia | 1.ª                 | 2017                | 30  | 3  | 5  | 1 | - | - | 35  | 4  | 0.11 |
| FC Ilves Tampere · Finlandia | 1.ª                 | 2018                | 30  | 6  | 6  | 0 | 2 | 0 | 38  | 6  | 0.15 |
| FC Ilves Tampere · Finlandia | 1.ª                 | 2019                | 24  | 12 | 5  | 1 | - | - | 29  | 13 | 0.44 |
| FC Ilves Tampere · Finlandia | 1.ª                 | 2020                | 21  | 7  | 7  | 3 | 1 | 1 | 29  | 11 | 0.37 |
| Venezia F. C. · Italia | 2.ª                 | 2020-21             | 0   | 0  | -  | - | - | - | 0   | 0  | 0.00 |
| Venezia F. C. · Italia | Total               | Total               | 0   | 0  | 0  | 0 | 0 | 0 | 0   | 0  | 0.00 |
| U. S. Triestina · Italia | 3.ª                 | 2021-22             | 10  | 0  | -  | - | - | - | 10  | 0  | 0.00 |
| U. S. Triestina · Italia | Total               | Total               | 10  | 0  | 0  | 0 | 0 | 0 | 10  | 0  | 0.00 |
| FC Ilves Tampere · Finlandia | 1.ª                 | 2023                | 20  | 3  | 7  | 1 | - | - | 27  | 4  | 0.15 |
| FC Ilves Tampere · Finlandia | 1.ª                 | 2024                | 20  | 4  | 3  | 0 | 4 | 1 | 27  | 5  | 0.19 |
| FC Ilves Tampere · Finlandia | Total               | Total               | 238 | 46 | 45 | 6 | 7 | 2 | 290 | 54 | 0.19 |
| Total en su carrera | Total en su carrera | Total en su carrera | 248 | 46 | 45 | 6 | 7 | 2 | 300 | 54 | 0.18 |
| (1) Incluye datos de Copa de la Liga de Finlandia y Copa de Finlandia. (2) Incluye datos de Liga de Campeones de la UEFA y Liga Europa de la UEFA. (3) No incluye goles en partidos amistosos. |                     |                     |     |    |    |   |   |   |     |    |      |

## Palmarés

### Campeonatos nacionales
| Título            | Club             | País      | Año  |
| ----------------- | ---------------- | --------- | ---- |
| Copa de Finlandia | FC Ilves Tampere | Finlandia | 2019 |